# لان مینگهائو
لان مینگهائو (انگلیسی: Lan Minghao؛ زادهٔ ۲۸ اوت ۱۹۹۶) شمشیرباز اهل چین است.
وی در مسابقات کشوری و بین‌المللی در مجموع برندهٔ ۱ مدال نقره شده‌است.